# Aztekischer Dreibund

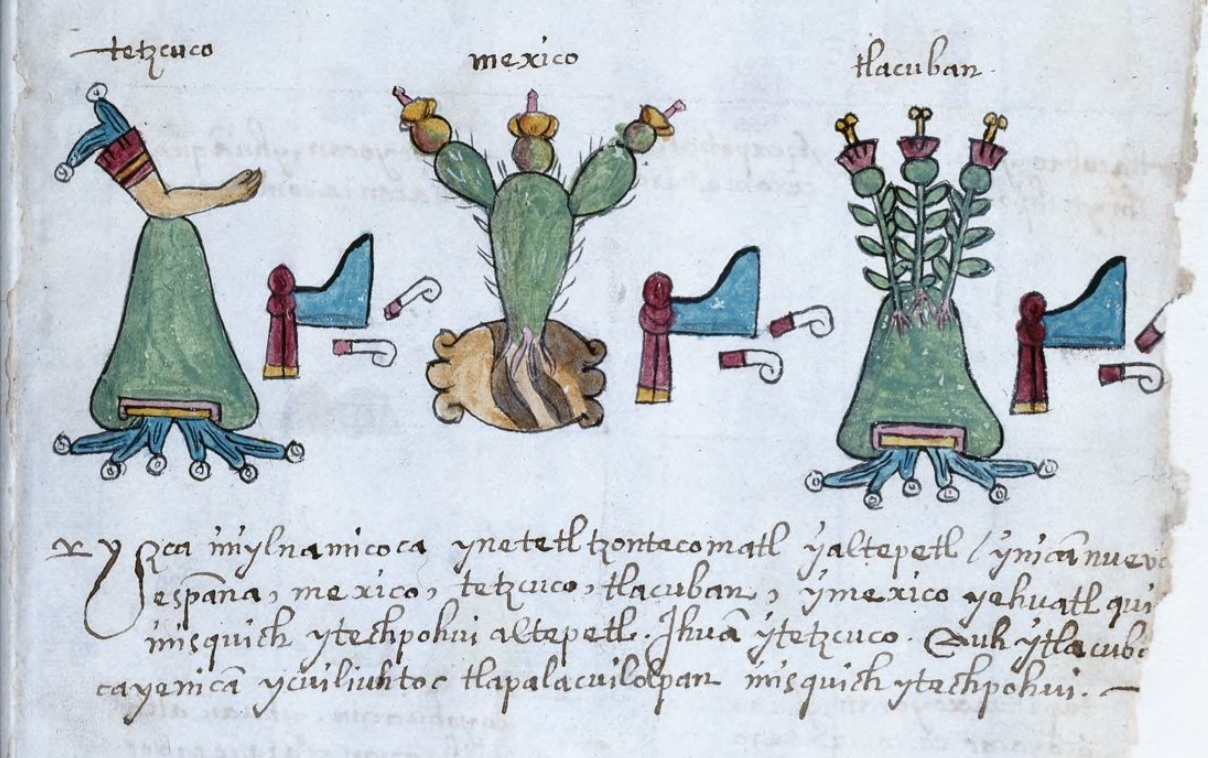
Seite 34 des Kodex Osuna, die Symbole für Texcoco, Tenochtitlan (Mexico), und Tlacopan zeigend.

Der aztekische Dreibund war ein Bündnis der Stadtstaaten Tenochtitlan, Texcoco und Tlacopan, das im Jahr 1428 durch Itzcóatl von Tenochtitlan, Nezahualcóyotl von Texcoco und Totoquilhuaztli, dem Herrscher des kleineren Stadtstaats Tlacopan, geschlossen wurde. 
Anlass dieser Dreier-Allianz waren die zunehmend expansionistischen Bestrebungen der Tepaneken unter ihrem Herrscher – und mutmaßlichen Usurpator – Maxtla, der unter anderem Chimalpopoca, den Tlatoani von Tenochtitlan, ermorden ließ und die Aztekenhauptstadt belagerte.
Innerhalb des Dreibundes hatte Tenochtitlan die dominierende Stellung inne. Die unterworfenen Provinzen wurden zentral von Tenochtitlan aus regiert, die Tributzahlungen unter Tenochtitlán, Texcoco und Tlacopan nach dem Schlüssel 5:3:1 aufgeteilt. Der aztekische Dreibund bildete die politische Basis des späteren Aztekenreichs.